# Anthyllis hamosa
Anthyllis hamosa är en ärtväxtart som beskrevs av René Louiche Desfontaines. Anthyllis hamosa ingår i släktet getväpplingar, och familjen ärtväxter. Inga underarter finns listade i Catalogue of Life.